# Lhotky
Lhotky est une commune du district de Mladá Boleslav, dans la région de Bohême-Centrale, en République tchèque. Sa population s'élevait à 157 habitants en 2020.

## Géographie
Lhotky se trouve à 11 km à l'est-sud-est de Mladá Boleslav et à 57 km au nord-est de Prague.
La commune est limitée par Petkovy au nord, par Domousnice et Ujkovice à l'est, par Kobylnice au sud, et par Žerčice, Nová Telib et Březno à l'ouest.

## Histoire
La première mention écrite de la localité date de 1406.

## Administration
La commune se compose de deux quartiers :
- Lhotky
- Řehnice

## Transports
Par la route, Lhotky se trouve à 12 km de Mladá Boleslav et à 69 km du centre de Prague.